# セルゲイ・ナワシン

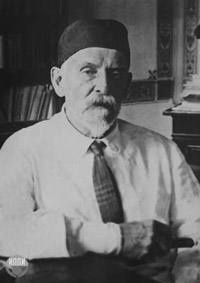
Sergei Navashin

セルゲイ・ガヴリーロヴィチ・ナワシン（ナヴァシン）（ロシア語: Сергей Гаврилович Навашин、ラテン文字転記はSergei Gawrilowitsch Nawaschin (Navashin)、1857年12月14日 - 1930年12月10日）はロシアの植物学者である。

## 略歴
ロシア帝国サラトフ県ヴォリスク地区ツァレフシチナに生まれた。サンクトペテルブルクで学んだ後、モスクワ大学でクリメント・チミリャーゼフや化学者のウラジーミル・マルコフニコフに学んだ。1888年からイヴァン・ボローディンのもとで、研究し、1894年に植物学の学位を得た。1894年から1915年の間、キエフ大学の教授を務め、キエフ植物園の園長も務めた。その後健康上の理由でトビリシに移り、トビリシの大学の教授を務めた。1923年にモスクワ大学の教授に招かれ、チミリャーゼフ研究所を創設し、1929年まで所長を務めた。
植物学上の業績としては、被子植物の重複受精 (double fertilization)の発見や 合点受精 (chalazogamy)の検出や、付随染色体（chromosome satellite）の観察で知られる。

## 著作
- Resultate einer Revision der Befruchtungsvorgänge bei Lilium martagon und Fritillaria tenella (1898)
- Ueber den feineren Bau und Entwicklung von Plasmodiophora Brassicæ (1899)
- Ueber die Befruchtungsvorgänge bei einigen Dicotyledonen (1900)
- Näheres über die Bildung der Spermakerne bei Lilium martagon (1910)